# Hinon
Hinoni su klasa organskih jedinjenja koja su formalno izvedena is aromatičnih jedinjenja (kao što je benzen ili naftalen) konverzijom parnog broja –CH= grupa u –C(=O)– grupe u bilo kom neophodnom aranžmanu dvostrukih veza. Time se proizvode potpuno konjugovane ciklične dionske strukture." Ova klasa obuhvata neka od heterocikličnih jedinjenja.
Prototipni članovi ove klase su 1,4-benzohinon ili cikloheksadiendion, koji se često jednostavno naziva hinon (od čega potiče ime klase). Drugi važni primeri su 1,2-benzohinon (orto-hinon), 1,4-naftohinon i 9,10-antrahinon.
Hinoni se oksiduju derivatima aromatičnih jedinjenja. Oni se često lako pripremaju iz reaktivnih aromatičnih jedinjenja sa elektron-donirajućim supstituentima kao što su fenoli i kateholi, koji uvećavaju nukleofilnost prstena i doprinose velikom redoks potencijalu neophodnom za raskidanje aromatičnosti. Hinoni su konjugovani ali nisu aromatični. 
- 1,2-Benzohinon
- 1,4-Benzohinon
- 1,4-Naftohinon
- 9,10-Antrahinon

## Spoljašnje veze
- Quinones на 